# Ceija Stojka
Ceija Stojka (Kraubath an der Mur, 23 maggio 1933 – Vienna, 28 gennaio 2013) è stata una scrittrice, pittrice e attivista austriaca di etnia rom Lovari, sopravvissuta all'Olocausto.

## Biografia
Stojka è nata a Kraubath an der Mur, in Stiria nel 1933 come quinta di sei figli dalla madre Maria "Sidi" Rigo Stojka e dal padre Karl "Wackar" Horvath. Due dei suoi fratelli, Karl "Karli" Stojka e Johann "Mongo" Stojka, sono scrittori e musicisti.
La famiglia era cattolica, parte dei rom Lovari - membri del clan Bagareschtschi da parte del padre e clan Giletschi da parte della madre. Gli Stojka erano commercianti di cavalli la cui carovana trascorreva gli inverni a Vienna e le estati viaggiando attraverso la campagna austriaca, dove la famiglia poteva rintracciare i propri antenati per oltre 200 anni. Insieme a sua madre e a quattro dei cinque fratelli, Stojka sopravvisse all'Olocausto e all'internamento ad Auschwitz, Ravensbruck e Bergen-Belsen. Suo padre fu mandato nel campo di concentramento di Dachau, quindi a Schloss Hartheim, dove fu ucciso. Il suo fratello minore Ossi morì nello "Zigunerfamillienlager" ad Auschwitz-Birkenau nel 1943.
Stojka, sua madre e le sue sorelle furono liberate dai britannici a Bergen-Belsen nel 1945 e tornarono a Vienna. Ceija iniziò la scuola all'età di dodici anni in seconda elementare.
Stojka ebbe due figli, un figlio nel 1949 e una figlia nel 1951. Suo figlio Jano, un musicista jazz, morì di droga nel 1979. Si è guadagnata da vivere vendendo tessuto porta a porta, nonché tappeti nei mercati fino al 1984. Successivamente è vissuta a Vienna come scrittrice, pittrice, cantante e docente pubblica.
Nel 1992 è diventata la portavoce austriaca per il riconoscimento del genocidio dei Rom e dei Sinti, oltre ad essere una voce nella lotta contro la discriminazione che i Rom continuano a soffrire in tutta Europa (antiziganismo).
È morta a Vienna, nel 2013, all'età di 79 anni.

## Autobiografie
Stojka ha scritto tre autobiografie. La prima, We Live in Seclusion: The Memories of a Romni, è stata pubblicata nel 1988 ed è stata una delle prime opere popolari a rendere pubbliche le questioni relative alla persecuzione nazista del popolo rom austriaco. La pubblicazione ha ricevuto una notevole attenzione da parte del pubblico per l'argomento, nonché per il fatto che l'avesse scritta una donna, infrangendo i costumi rom. Stojka ha continuato a esplorare questi temi in Travelers on This World (1992) e I Dream That I am Alive - Liberated From Bergen-Belsen (Träume ich, dass ich lebe) (2005). Tutti e tre i libri sono stati pubblicati con l'aiuto di Karin Berger come editrice.

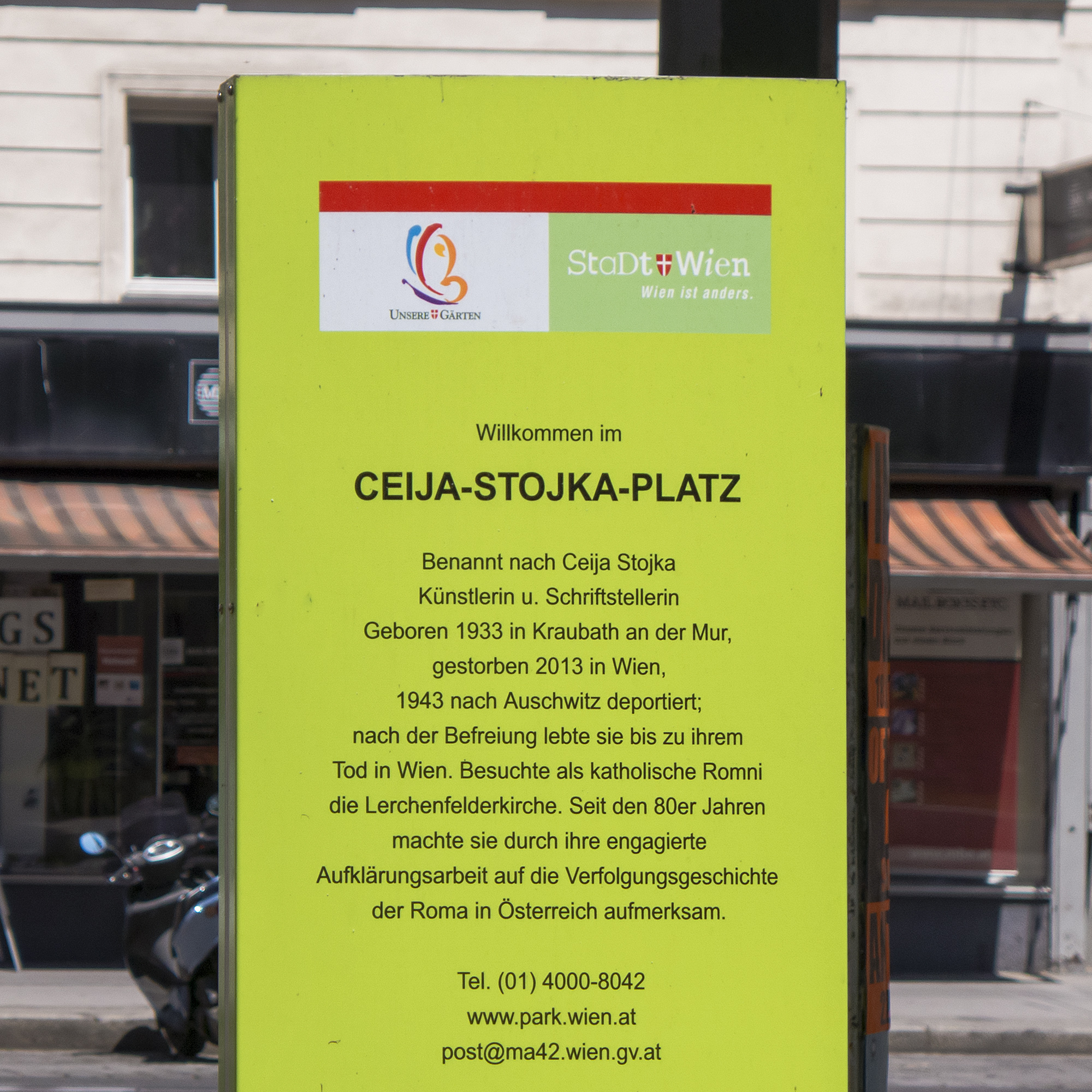
Placca commemorativa in Ceija Stojka Platz a Vienna.

Due dei fratelli Stojka, Karl e Mongo Stojka, pubblicarono anche le loro autobiografie sull'esperienza della loro famiglia nella persecuzione dei Rom austriaci sotto i nazisti. Karl Stojka, il quarto figlio della famiglia, pubblicò Auf der ganzen Welt zu Hause nel 1994. Mongo Stojka, l'uomo più anziano della famiglia, ha pubblicato Papierene Kinder: Gluck, Zerstorung und Neubeginn einer Roma-Femilie in Osterreich nel 2000. Queste autobiografie sovrapposte sono tra le uniche opportunità per confrontare i ricordi dei familiari sopravvissuti all'Olocausto e considerare le "esperienze separate e collettive di un grande evento traumatico storico" dato che solo circa il 18% dei rom austriaci sopravvisse alla persecuzione nazista.
L'austriaca Karin Berger, curatrice di numerosi libri di Ceija Stojka, è anche nota come cineasta e ha pubblicato due film documentari sulla vita e l'opera di Ceija Stojka:
Ceija Stojka, Austria 1999, 85 min. [Navigator Film] e Unter den Brettern hellgrünes Gras / The Green Green Gras Beneath, Austria 2005, 52 min. [Navigator Film]
Stojka è apparsa nel film documentario del 2013 Forget Us Not, che segue diversi sopravvissuti non ebrei dell'Olocausto.

## Arte
Stojka ha iniziato a dipingere all'età di 56 anni usando strumenti di pittura non convenzionali come le dita e gli stuzzicadenti. Ha lavorato con "tutto ciò che si trova tra le [sue] mani", inclusi cartone, barattoli di vetro, cartoline e pasta di sale.
Il suo lavoro è radicato nell'espressionismo e nell'arte popolare tedesca e raffigura i campi di sterminio e le immagini "idilliache" della vita familiare nel loro carro dipinto prima dell'Olocausto. Una mostra retrospettiva del 2014 "We Were Ashamed" ha descritto il suo corpus di lavori in due cicli. Il primo, intitolato "Anche la morte ha paura di Auschwitz", raffigura i suoi ricordi dei campi di concentramento ed è composto principalmente da disegni a inchiostro bianco e nero e relativamente pochi dipinti ad olio. Il secondo "Ciclo luminoso" coinvolge pitture a olio colorate di natura, paesaggi, vagoni rom, danza e famiglia.
La sua arte è stata esposta in tutta Europa, in Giappone e negli Stati Uniti.
Ha anche pubblicato un CD di canzoni dei rom Lovari intitolato Me Diklem Suno ("I dreamed ").
Nel 2018 è stato creato il Fondo internazionale Ceija Stojka per contribuire alla conoscenza e all'influenza internazionale del lavoro di Ceija Stojka (1933-2013). Le mostre in Francia (Marsiglia, Parigi) "Ceija Stojka, artista rom nel secolo", prodotte da Lanicolacheur e La maison rouge con il sostegno della Fondazione Antoine de Galbert e del Forum culturale austriaco, hanno ispirato la creazione del Fondo. Il Fondo raccoglie personalità che, dal momento dell'incontro essenziale tra Ceija Stojka e Karin Berger nel 1986, contribuiscono al riconoscimento e alla promozione internazionale del suo lavoro. L'impegno di Ceija Stojka come attivista, artista e portavoce ha portato allo studio e alla mostra delle sue opere in Europa, Giappone e Stati Uniti. Ciò è stato possibile grazie a numerosi curatori, esperti, scienziati e amici dedicati.

## Premi
- Premio Bruno Kreisky per un libro politico per Wir leben im Verborgenen (1993)
- Premio Joseph Felder per merito civico e lavoro di interesse generale (2000)
- Medaglia d'oro al merito assegnata dallo Stato federale di Vienna (2001)[4]

## Opere
- Wir leben im Verborgenen. Erinnerungen einer Rom-Zigeunerin - tradotto come "We Live in Seclusion. The Memories of a Romni "(1988)
- Reisende auf dieser Welt - tradotto come "Viaggiatori su questo mondo" (1992)
- Meine Wahl zu schreiben - ich kann es nicht (2003 - Gedichte)
- Me Diklem Suno "I dreamed " (Audio-CD)[15]
- Träume ich, dass ich lebe? Befreit aus Bergen-Belsen - tradotto come "I Dream That I am Alive - Liberated From Bergen-Belsen" (2005)
- Auschwitz ist mein Mantel (monografia con disegni, dipinti e poesie, ed. Christa Stippinger, 2008)
- Sogar der Tod hat Angst vor Auschwitz (monografia in tedesco, inglese, romani con disegni, gouaches, dipinti, ed. Lith Bahlmann, Matthias Reichelt, 2014)
- Ceija Stojka. Un artista rom in the siecle. Un artista rom nel secolo (monografia in francese, inglese con disegni, guazzi, dipinti, ed. Maison Rouge, 2018)